# 1910 no teatro

## Eventos
- Abertura do London Palladium em Westminster, Inglaterra.

## Nascimentos
| Data           | Nome              | Profissão                                                 | Nacionalidade  | Observações | Ref |
| -------------- | ----------------- | --------------------------------------------------------- | -------------- | ----------- | --- |
| 4 de Julho     | Gloria Stuart     | atriz                                                     | Estados Unidos | m. 2010     |     |
| 8 de Agosto    | Sylvia Sidney     | atriz                                                     | Estados Unidos | m. 1999     |     |
| 17 de novembro | Rachel de Queiroz | tradutora, romancista, escritora, jornalista e dramaturga | Brasil         | m. 2003     |     |
| 7 de Dezembro  | Rod Cameron       | ator                                                      | Canadá         | m. 1983     |     |

## Mortes
| Data           | Nome         | Profissão | Nacionalidade | Observações | Ref |
| -------------- | ------------ | --------- | ------------- | ----------- | --- |
| 20 de Novembro | Liev Tolstói | escritor  | Império Russo | n. 1828     |     |